# Vous allez rencontrer un bel et sombre inconnu
Pour plus de détails, voir Fiche technique et Distribution.
Vous allez rencontrer un bel et sombre inconnu (You Will Meet a Tall Dark Stranger) est un film américano-espagnol écrit et réalisé par Woody Allen, sorti en 2010. Les principaux personnages sont interprétés par Antonio Banderas, Josh Brolin, Anthony Hopkins, Freida Pinto et Naomi Watts.

## Synopsis
Helena (Gemma Jones) ne va pas bien : son mari Alfie (Anthony Hopkins), qui se sent toujours jeune et en pleine forme, vient de lui annoncer qu'il rompt après quarante ans de mariage. Après une tentative de suicide, elle décide de consulter Cristal (Pauline Collins), une « voyante télépathe ». Leur fille unique Sally (Naomi Watts) est mariée à Roy (Josh Brolin), un écrivain en plein doute, troublé par la vision à la fenêtre de Dia (Freida Pinto), une charmante voisine en rouge. Sally elle-même n'est pas insensible au charme de Greg Clemente (Antonio Banderas), son séduisant patron, galeriste installé. Les événements se précipitent lorsque Alfie décide d'épouser Charmaine (Lucy Punch), une jeune et affriolante « actrice » (une prostituée en réalité) dont il vient de faire la connaissance.

## Fiche technique
- Titre : Vous allez rencontrer un bel et sombre inconnu
- Titre original : You Will Meet a Tall Dark Stranger
- Réalisation : Woody Allen
- Scénario : Woody Allen
- Direction de la photographie : Vilmos Zsigmond
- Montage : Alisa Lepselter
- Production : Letty Aronson, Stephen Tenenbaum, Jaume Roures
- Sociétés de production : Mediapro, Wild Bunch, Antena 3 Films
- Sociétés de distribution : Pathé, Sony Pictures Classics
- Budget : 22 millions de dollars
- Pays de production :  États-Unis •  Espagne
- Langue originale : anglais
- Durée : 98 minutes
- Dates de sortie :
  - France : 15 mai 2010 (Festival de Cannes) ; 11 septembre 2010 (Festival de Deauville), 6 octobre 2010 (sortie nationale)
  - Espagne : 27 août 2010
  - États-Unis : 22 septembre 2010 (sortie limitée)
  - Belgique : 10 novembre 2010

## Distribution
- Antonio Banderas (VF : Pierre-François Pistorio) : Greg Clemente, le galeriste, patron de Sally
- Josh Brolin (VF : Philippe Vincent) : Roy, écrivain, le mari de Sally
- Anthony Hopkins (VF : Jean-Pierre Moulin) : Alfie, le mari septuagénaire d'Helena
- Gemma Jones (VF : Denise Metmer) : Helena, la mère de Sally
- Freida Pinto (VF : Karine Foviau) : Dia, la voisine en rouge de Roy
- Lucy Punch (VF : Dorothée Pousséo) : Charmaine, la call-girl « actrice », nouvelle femme de Alfie
- Naomi Watts (VF : Hélène Bizot) : Sally
- Anna Friel (VF : Julie Dumas) : Iris, l'amie peintre de Sally
- Anupam Kher : le père de Dia, traducteur indien
- Celia Imrie : Enid Wicklow
- Theo James (VF : Anatole de Bodinat) : Ray Richards, le coach de la salle où vont Charmaine et Alfie
- Roger Ashton-Griffiths (VF : Richard Leblond) : Jonathan, le libraire veuf
- Pauline Collins (VF : Lucie Dolène) : Cristal Delgiorno, la « voyante » consultée par Helena
- Fenella Woolgar (VF : Natacha Muller) : Jane, l'amie galeriste de Sally
- Alex MacQueen (VF : Laurent Morteau) : Malcolm Dodds, l'éditeur
- Ewen Bremner : Henry Strangler, écrivain débutant et joueur de poker
- Neil Jackson (VF : Arnaud Laurent) : Alan, le fiancé de Dia
- Natalie Walter : la sœur d'Alan
- Zak Orth (VF : Alexis Victor) : le narrateur (voix)
- Philip Glenister (VF : Stefan Godin) : un joueur de poker
- Lynda Baron : le rendez-vous d'Alfie
- Robert Portal : le vendeur dans la bijouterie
- Jim Piddock : Peter Wicklow
- Christopher Fulford : un ami de Ray
- Johnny Harris : un ami de Ray
- Meera Syal : la mère de Dia
- Joanna David : la mère d'Alan
- Geoffrey Hutchings : le père d'Alan
- Shaheen Khan : la tante de Dia
- Amanda Lawrence : le médium

 Source et légende : version française (VF) sur RS Doublage

## Autour du film

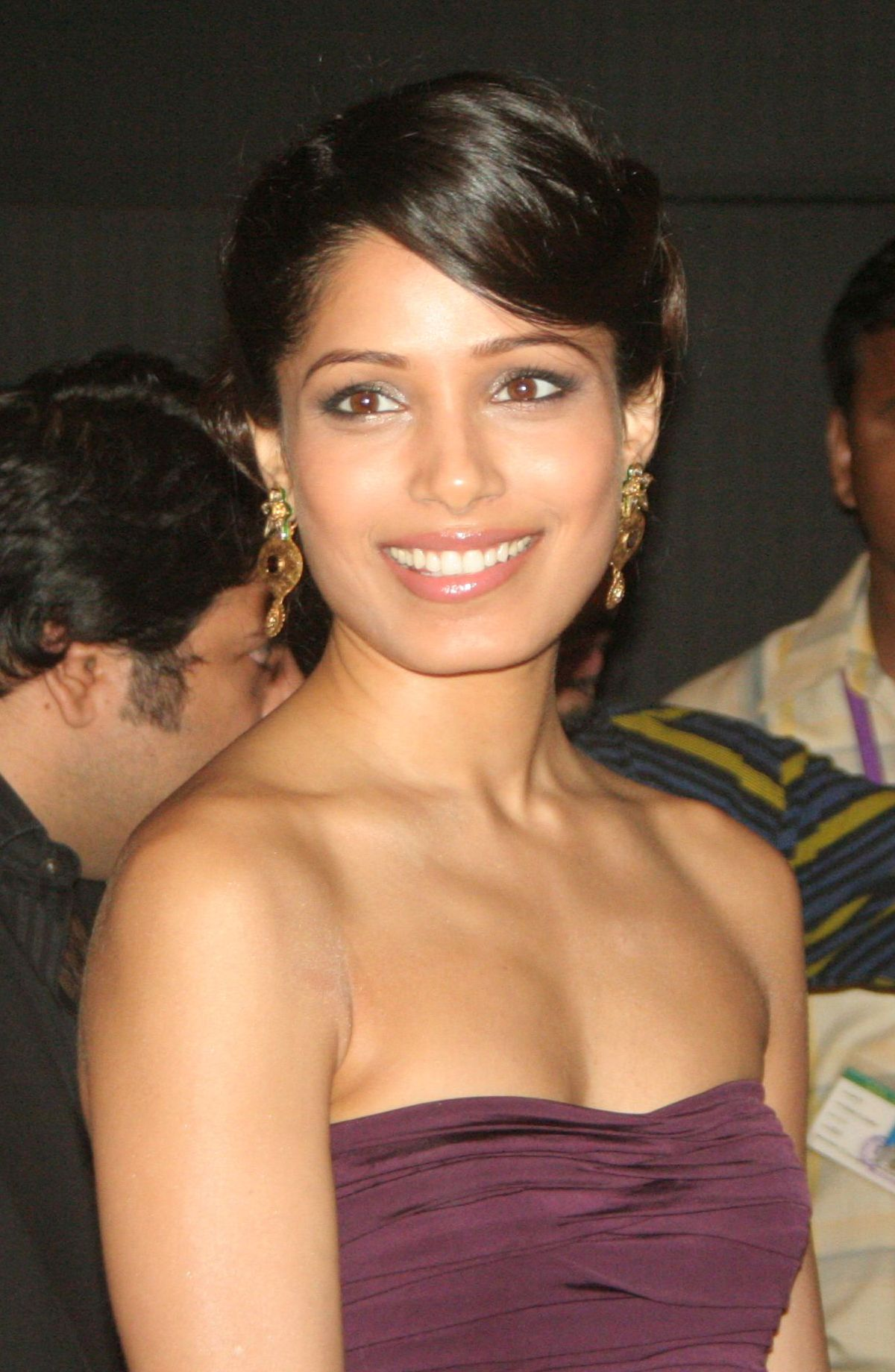
L'actrice Freida Pinto à Goa (Inde), pour une présentation du film.

- Vous allez rencontrer un bel et sombre inconnu est présenté hors compétition en sélection officielle au Festival de Cannes 2010.
- Il s'agit du quatrième film londonien de Woody Allen après l'acclamé Match Point (Jonathan Rhys-Meyers, Scarlett Johansson), Scoop (Woody Allen, Scarlett Johansson, Hugh Jackman) et Le Rêve de Cassandre (Colin Farrell, Ewan McGregor). Il précède le film parisien Midnight in Paris (Owen Wilson, Marion Cotillard, Rachel McAdams).
- C'est Nicole Kidman, amie de Naomi Watts, qui devait interpréter le rôle de « Charmaine », la call-girl, finalement tenu par Lucy Punch (Kidman ayant renoncé à la suite d'un problème de planning)[2].
- Antonio Banderas et Anthony Hopkins se retrouvent 12 ans après Le Masque de Zorro sorti en 1998.
- L'opéra que vont voir Greg et Sally est Lucia di Lammermoor.

## Box-office
| Pays ou région | Box-office      | Date d'arrêt du box-office | Nombre de semaines |
| -------------- | --------------- | -------------------------- | ------------------ |
| États-Unis     | 3 248 246 $     | 10 février 2011            | 20                 |
| France,        | 866 732 entrées | 25 janvier 2011            | 16                 |
| Mondial        | 34 275 987 $    | 20 mars 2011               | 30                 |